# فولوفيا

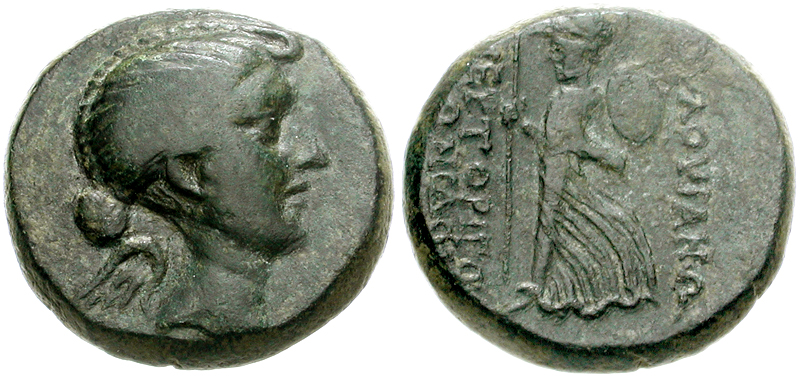
فلوفيا

فولوفيا (ولدت 77 قبل الميلاد،وتوفيت 40 قبل الميلاد) وهي امرأة رومانية عاشت في القرن الأول قبل الميلاد.
فولوفيا هي عملة رومانية مطبوع عليها صورة امرأة غير أسطورية 

## حياتها
ولدت فولوفيا في مدينة توسكولوم بروما وتعرف أحياناً باسم فلوفيا فلاجا بامبولا أو باسم فلوفيا بامبيلا.وهي نشأت في عائلة من الأصل العامي في روما وتنتمي إلى عائلة فولوفيا والتي يوجد بها العديد من القناصل وأعضاء مجلس الشيوخ.وفولوفيا هي الابنة الوحيدة لماركوس فولفيوس بامبيلو وسيمبورنيا جراتشي.وقد لقب والدها ماركوس فولفيوس فلاكوس بلقب بامبيلو بسبب صعوبة اسمه في النطق.وعقب وفاة والدتها في 63 قبل الميلاد أصبحت فولوفيا وريثة الحكم غنية جداً.
وعندما عاد إلى والدها صحته تزوجت من الغوغائي الشهير كلوديوس، وبعد وفاته مباشرة تزوجت بالرجل الثري والقوي غايوس سكريبنوس.وفي عام 43 قبل الميلاد قتلته.

## زواجها من ماركوس أنطونيوس
تزوجت فولوفيا للمرة الثالثة من أعضاء الحكومة الثلاثية وهو ماركوس أنطونيوس.
ووفقاً لِكلام بلورتاخ فإن فلوفيا تبحث عن الزواج من شخص يكون له سلطة قوية ويكون صاحب نفوذاً سياسياً قوياً.وفي نفس الفترة فقد كان أنطونيوس بعيداً لقبول المساعدة المالية من زوجته من أجل خدمة حياته السياسية.
حتى أنطونيس قد غير اسم المدينة اليونانية القديمة على اسم زوجته تكريماً لها.وكان لفولوفيا وأنطونيوس ولدين: أولهما ماركوس انطانيوس انطليوس (1 أغسطس 47 قبل الميلاد-30 قبل الميلاد) وجلوس أنطانيوس (45 قبل الميلاد-2 قبل الميلاد)
وعقب وفاة جول سيزر في 15 مارس 44 قبل الميلاد كون انطنيوس حكومة ثلاثية مع الثنائي أوجتفان وماركورس ايميلوس ليبدوس.ومن أجل تقوية التحالف السياسي بينهما زوج ابنته كوديا بإبن الملك أوكتافيان.
وتم حدوث العديد من الخلافات السياسية بين ماركورس طوليوس وجيجرو واصبحوا أعداء ونتج عنها قطع رأس جيجرو وعرضها في منتدى العرض.

## وفاتها
وأثناء المشاحنات بين أعضاء الحكومة الثلاثية، فقد كان زوجها انطنيوس ومعه ثمانية جحافل من الجيش من أجل الدفاع عن حقوقهم في مصر، فقد بدأت فولفيا بالجدال مع أوكتفيان ولوكيوس انطونيوس الاخ الاصغر لأنطنيوس ومساعده، وبعدها بفترة قصيرة تم احتلال روما، فإنسحبت فولوفيا إلى بورسيا وبعدها قام أوكتفيان بمحاصرتها هناك. وبسقوط المدينة تم إلقاء القبض على فولوفيا وتم وضعها في السجن، وبينما قطعت الطريق لكي ترى زوجها وفاتها المنية.